# Zeta Hydri
Zeta Hydri (ζ Hydri, förkortat Zeta Hyi, ζ Hyi) som är stjärnans Bayerbeteckning, är en ensam stjärna belägen i den mellersta delen av stjärnbilden Lilla vattenormen. Den har en skenbar magnitud på 4,83 och är synlig för blotta ögat där ljusföroreningar ej förekommer. Baserat på parallaxmätning inom Hipparcosuppdraget på ca 11,5 mas, beräknas den befinna sig på ett avstånd på ca 284 ljusår (ca 87 parsek) från solen. 

## Egenskaper
Zeta Hydri är en blå till vit underjättestjärna av spektralklass A2 IV, som håller på att utvecklas bort från huvudserien efter hand som vätet i dess kärna förbrukas. Den har en massa som är ca 2,4 gånger större än solens massa, en radie som är ca 3,9 gånger större än solens och utsänder från dess fotosfär ca 80 gånger mera energi än solen vid en effektiv temperatur på ca 9 150 K.
Zeta Hydri har en snabb rotation och visar en projicerad rotationshastighet på 116 km/s, vilket ger stjärnan en lätt tillplattad form med en ekvatorialradie som är 5 procent större än polarradien.